# Ардатов
Ардатов (рус. Ардатов) град је у Русији у Мордовији. Према попису становништва из 2010. у граду је живело 9400 становника.

## Становништво
| 1939. | 1959. | 1970. | 1979. | 1989.  | 2002. | 2010. |
| ----- | ----- | ----- | ----- | ------ | ----- | ----- |
| 7.400 | 9.932 | 9.500 | 9.192 | 10.027 | 9.587 | 9.400 |